# Тулари
Тулари (груз. თულარი) — село в Грузии. Находится в Сагареджойском муниципалитете края Кахетия. Высота над уровнем моря составляет 450 метров. Население — 3147 человек (2014).